# Jago-Nunatakker
Die Jago-Nunatakker sind eine Gruppe eng benachbarter und bis zu 2300 m hoher Nunatakker im ostantarktischen Viktorialand. In den Concord Mountains liegt ihr Zentrum 5 km östlich des südlichen Endes des Neall-Massivs.
Das New Zealand Antarctic Place-Names Committee benannte sie 1983 nach dem Geologen James B. Jago, der von 1974 bis 1975 und von 1980 bis 1981 Mannschaften des New Zealand Antarctic Research Program zur Untersuchung dieses Gebiets angehört hatte.